# Oscillons from the Anti-Sun
Oscillons from the Anti-Sun — сборник британской инди-рок группы Stereolab. Он был выпущен 25 и 26 апреля 2005 года лейблами Duophonic Records и Too Pure. Он представляет собой бокс-сет из трёх CD и одного DVD с треками Stereolab, собранными с восьми мини-альбомов EP группы (Jenny Ondioline, Ping Pong, Wow and Flutter, Fluorescences, Cybele’s Reverie, Miss Modular, The Free Design и Captain Easychord) и синглов. Он включает как выпущенные, так и неизданные треки, которые представлены не в хронологическом порядке. На DVD представлены промо-видео и выступления на телевидении.

## История
Мини-бокс-сет Oscillons From the Anti-Sun состоит из трёх дисков и одного DVD. 35-трековый бокс-сет содержит материал, ранее выпущенный на британских и европейских CD в виде синглов и EP в период с 1993 по 2000 год. Oscillons не ограничивается включением только би-сайдов: такие знакомые A-сайды, как «Jenny Ondioline», «The Noise of Carpet», «Ping Pong» и «Cybele’s Reverie», здесь соседствуют с такими внеальбомными треками, как «Fluorescences», а также множеством би-сайдов, некоторые из которых были представлены на сборнике 1998 года Switched On, Aluminum Tunes.

## Отзывы
| Оценки критиков | Оценки критиков |
| Источник        | Оценка          |
| --------------- | --------------- |
| Allmusic        | [ 1 ]           |
| Rolling Stone   | [ 2 ]           |

Oscillons from the Anti-Sun получил в целом благоприятные отзывы музыкальных критиков.
Стивен Томас Эрлевайн из Allmusic отметил, что «Это хороший DVD, содержащий все промо-видео середины и конца 90-х — от „Jenny Ondioline“ до „The Free Design“ — вместе с выступлениями группы на британском телевидении в шоу The Word и Later With Jools Holland. Конечно, замена синглов бокс-сетами противоречит характеру Stereolab и их поклонников, которые положительно относятся к редким экземплярам винила и лимитированным CD, но это все равно хороший способ получить всю музыку с этих синглов и EP, даже если презентация и последовательность могли бы быть немного лучше».
Роб Шеффилд из Rolling Stone отметил, «что этот трехдисковый сэмплер — отличное место, чтобы наверстать упущенное. Stereolab смешивают пышные лаунж-баллады („Wow and Flutter“), плохой евроджаз шестидесятых („Captain Easychord“), психоделическую гитару („Golden Ball“) и ча-ча-ча на маримбе („With Friends Like These“). Вершина — „Cybele’s Reverie“ с самого любимого альбома Stereolab 1996 года Emperor Tomato Ketchup — легкая поп-музыка для крутых инопланетян».

## Список композиций
CD 1
1. «Fluorescences» — 3:23 (из мини-альбома 1996 года Fluorescences EP)
2. «Allures» — 3:29 (из мини-альбома 1997 года Miss Modular EP)
3. «Fruition» — 3:50 (из мини-альбома 1993 года Jenny Ondioline EP)
4. «Wow and Flutter» — 3:07 (из мини-альбома 1994 года Wow and Flutter EP)
5. «With Friends Like These» — 5:50 (из мини-альбома 1999 года The Free Design EP)
6. «Pinball» — 3:13 (из мини-альбома 1996 года Fluorescences EP)
7. «Spinal Column» — 2:53 (из мини-альбома 1997 года Miss Modular EP)
8. «Ping Pong» (Unreleased LP Version) — 3:02
9. «Golden Ball» — 6:26 (из мини-альбома 1993 года Jenny Ondioline EP)
10. «Cybele’s Reverie» — 2:55 (из мини-альбома 1996 года Cybele’s Reverie EP)
11. «Nihilist Assault Group (Parts 3, 4, 5)» — 7:12 (из мини-альбома 1994 года Wow and Flutter EP) (ошибочно именован как Parts 1, 2, 3)
12. «Off-On» — 5:24 (из мини-альбома 1997 года Miss Modular EP)

CD 2
1. «Jenny Ondioline Pt.1» — 3:53 (из мини-альбома 1993 года Jenny Ondioline EP)
2. «Young Lungs» — 6:33 (из мини-альбома 1996 года Cybele’s Reverie EP)
3. «Escape Pod» (из World of Medical Observations) — 3:57 (из мини-альбома 1999 года The Free Design EP)
4. «Moodles» — 7:23 (из мини-альбома 2001 года Captain Easychord EP)
5. «You Used to Call Me Sadness» — 5:10 (из мини-альбома 1996 года Fluorescences EP)
6. «Captain Easychord» — 2:53 (из мини-альбома 2001 года Captain Easychord EP)
7. «Les Aimies Des Memes» — 3:55 (из мини-альбома 1999 года The Free Design EP)
8. «French Disco» — 4:26 (из мини-альбома 1993 года Jenny Ondioline EP)
9. «Transona Five» (Live) — 5:42 (из мини-альбома 1994 года Ping Pong EP)
10. «Moogie Wonderland» — 3:34 (из мини-альбома 1994 года Ping Pong EP)
11. «Canned Candies» — 4:13 (из мини-альбома 2001 года Captain Easychord EP)
12. «Narco Martenot» — 4:23 (из мини-альбома 1994 года Wow and Flutter EP)

CD 3
1. «The Noise of Carpet (US Single)» — 3:07 (из мини-альбома сингла 1996 года «Noises»)
2. «The Free Design» — 3:45 (из мини-альбома 1999 года The Free Design EP)
3. «Les Yper-Yper Sound» — 5:18 (из мини-альбома 1996 года Cybele’s Reverie EP)
4. «Pain Et Spectacles» — 3:31 (из мини-альбома 1994 года Ping Pong EP)
5. «Ping Pong» — 3:03 (из мини-альбома 1994 года Ping Pong EP)
6. «Long Life Love» — 7:06 (из мини-альбома 2001 года Captain Easychord EP)
7. «Jenny Ondioline» (Alternate Version) — 6:08
8. «Heavy Denim» — 2:49 (из мини-альбома 1994 года Wow and Flutter EP)
9. «Brigitte» — 5:46 (из мини-альбома 1996 года Cybele’s Reverie EP)
10. «Miss Modular» — 4:13 (из мини-альбома 1997 года Miss Modular EP)
11. «Soop Groove #1» — 13:06 (из мини-альбома 1996 года Fluorescences EP)

DVD
1. «Jenny Ondioline» — UK promo
2. «Ping Pong» — UK promo
3. «Wow and Flutter» — UK promo
4. «Cybele’s Reverie» — UK promo
5. «Fluorescences» — UK promo
6. «Miss Modular» — UK promo
7. «The Free Design» — UK promo
8. «The Noise of Carpet» — US promo
9. «French Disko» — The Word
10. «Cybele’s Reverie» — Later with Jools Holland
11. «Les Yper Sound» — Later with Jools Holland